# Alpha (titre)
Pour les articles homonymes, voir Alpha (homonymie).
Alpha est un titre donné à des personnalités éminentes en Guinée, en particulier dans les régions du Nord de la Guinée. Il est devenu connu en Guinée comme un titre de respect, en particulier parmi les Maninkés et les Peuls et est couramment donné aux érudits et aux chefs militaires savants et religieux.

## Quelques détenteurs du titre
- Alpha Yaya Diallo
- Alpha Molo